# Marc Cohn
Marc Craig Cohn (Cleveland, 5 juli 1959) is een Amerikaans singer-songwriter. Hij is vooral bekend van zijn hit Walking in Memphis, afkomstig van zijn album Marc Cohn uit 1991.

## Biografie
Cohn werd geboren in Cleveland, waar zijn vader een kleine apotheek runde. Toen Cohn twee jaar oud was, stierf zijn moeder. Zijn vader trouwde nadien opnieuw. Toen Cohn 12 was, stierf ook zijn vader. Cohn verwerkte veel van zijn jeugdervaringen later in zijn nummers.
Cohn studeerde aan de Beachwood High School en het Oberlin College. Zijn interesse in een muzikale carrière kwam onder andere door Jackson Browne, Van Morrison, Joni Mitchell en Paul Simon. Hij leerde onder andere piano en gitaar spelen en trad tijdens zijn studententijd op in cafés en restaurants.
In 1987 nam Cohn twee nummers ("One Rock and Roll Too Many" en "Pumping Iron") op voor een conceptalbum van Andrew Lloyd Webber's Starlight Express, Music and Songs from Starlight Express. Zijn eerste grote optreden was als keyboardspeler tijdens een tournee van Tracy Chapman in 1989.
In 1991 bracht Cohn zijn eerste album uit, Marc Cohn, met de bijbehorende single Walking in Memphis. Dit lied werd wereldwijd een hit en maakte Cohn bij een groot publiek bekend. Het leverde Cohn onder andere een Grammy Award voor beste nieuwe artiest op. Het nummer maakte een jaar later ook deel uit van de hit Raving, I'm Raving van het Britse danceduo Shut Up & Dance, die illegaal samples gebruikte. Cohn spande een rechtszaak aan en liet de plaat uit de handel nemen. In de jaren erop volgden de albums The Rainy Season (1993), Burning the Daze (1998), Join the Parade (2007), en Listening Booth: 1970 (2010).
In 1995 schreef Cohn het lied "My Great Escape" voor de film The Cure. Het lied was in de film te horen tijdens de openingstitels maar werd niet uitgebracht op de soundtrack.
Cohn is getrouwd met journalist Elizabeth Vargas, die hij in 1999 leerde kennen tijdens het U.S. Open. Samen hebben ze twee zonen.
Op 7 augustus 2005 werd Cohn na afloop van een concert met Suzanne Vega in zijn hoofd geschoten tijdens een mislukte carjacking. De kogel raakte hem aan de slaap, maar doorboorde niet de schedel. Cohn bracht een nacht door in het ziekenhuis. Zijn geplande optredens werden afgelast.

## Prijzen
- 1991: American Music Awards – nominatie voor Favorite New Artist - Adult Contemporary
- 1991: Grammy Award – Winnaar voor Best New Artist
- 1991: Löwe von Radio Luxemburg – Winnaar van de Bronzen Leeuw voor Walking in Memphis
- 1992: Grammy Award – genomineerd voor Pop Male Vocalist on Walking in Memphis

## Discografie

### Albums
| Album met eventuele hitnotering(en) in de Nederlandse Album Top 100 | Datum van verschijnen | Datum van binnenkomst | Hoogste positie | Aantal weken | Opmerkingen   |
| ------------------------------------------------------------------- | --------------------- | --------------------- | --------------- | ------------ | ------------- |
| Marc Cohn                                                           | 1991                  | -                     |                 |              |               |
| The rainy season                                                    | 1993                  | -                     |                 |              |               |
| Burning the daze                                                    | 1998                  | -                     |                 |              |               |
| Marc Cohn Live 04/05                                                | 2005                  | -                     |                 |              | Livealbum     |
| The very best of Marc Cohn                                          | 2006                  | -                     |                 |              | Verzamelalbum |
| Join the parade                                                     | 2007                  | -                     |                 |              |               |
| Listening booth: 1970                                               | 2010                  | -                     |                 |              |               |
| Careful What you Dream: Lost Songs and Rarities                     | 2016                  | -                     |                 |              |               |

### Singles
| Single met hitnotering(en) in de Vlaamse Ultratop 50 | Datum van verschijnen | Datum van binnenkomst | Hoogste positie | Aantal weken | Opmerkingen              |
| ---------------------------------------------------- | --------------------- | --------------------- | --------------- | ------------ | ------------------------ |
| Walking in Memphis                                   | 1991                  | 10-08-1991            | tip6            | -            | #56 in de Single Top 100 |
| Silver thunderbird                                   | 1991                  | -                     |                 |              |                          |
| True companion                                       | 1991                  | -                     |                 |              |                          |
| 29 Ways                                              | 1991                  | -                     |                 |              |                          |
| Ghost train                                          | 1992                  | -                     |                 |              |                          |
| Strangers in a car                                   | 1993                  | -                     |                 |              |                          |
| Walk through the world                               | 1993                  | -                     |                 |              |                          |
| Paper walls                                          | 1993                  | -                     |                 |              |                          |
| The rainy season                                     | 1993                  | -                     |                 |              |                          |
| Turn on your radio                                   | 1995                  | -                     |                 |              |                          |
| Already home                                         | 1998                  | -                     |                 |              |                          |
| Healing hands                                        | 1998                  | -                     |                 |              |                          |
| Lost you in the canyon                               | 1998                  | -                     |                 |              |                          |
| Listening to Levon                                   | 2007                  | -                     |                 |              |                          |
| Look At Me                                           | 2010                  | -                     |                 |              |                          |
| Wild World                                           | 2010                  | -                     |                 |              |                          |
| The Coldest Corner in the World                      | 2014                  | -                     |                 |              |                          |

### NPO Radio 2 Top 2000
| Nummer met noteringen in de NPO Radio 2 Top 2000 | '99 | '00  | '01  | '02  | '03  | '04  | '05  | '06  | '07  | '08  | '09  | '10  | '11  | '12  | '13  | '14  | '15  | '16  | '17  | '18  | '19  | '20  | '21  | '22  | '23  | '24  |
| ------------------------------------------------ | --- | ---- | ---- | ---- | ---- | ---- | ---- | ---- | ---- | ---- | ---- | ---- | ---- | ---- | ---- | ---- | ---- | ---- | ---- | ---- | ---- | ---- | ---- | ---- | ---- | ---- |
| Walking in Memphis                               | 971 | 1405 | 1876 | 1347 | 1263 | 1535 | 1487 | 1687 | 1482 | 1513 | 1683 | 1476 | 1650 | 1382 | 1095 | 1135 | 1058 | 1260 | 1210 | 1265 | 1185 | 1114 | 1149 | 1204 | 1399 | 1355 |

1. ↑  Een vetgedrukt getal geeft de hoogste notering aan.

### Ep's
- 2005 Marc Cohn Live: Limited edition EP
- 2005 Rhino hi-five: Marc Cohn
- 2008 Join the parade Live EP